# Головинка
Головинка — колишнє село в Україні, Білопільскому районі Сумської області. Підпорядковувалось Слобідській сільській раді.

## З історії
1928 року в селі організовано колгосп «Друга п'ятирічка», очолив Новаченко.
22 жовтня 1932 року в газеті «Колективіст Буринщини» повідомляється про занесення Гловинської сільської ради на «чорну дошку».
Село постраждало внаслідок геноциду українського народу, проведеного урядом СССР 1932—1933 та 1946–1947 роках, встановлено смерті 7 людей.
Зняте з обліку в кінці 1960-х років.